# Air Mauritius
Air Mauritius (IATA: MK, OACI: MAU) es la aerolínea nacional de la isla de Mauricio, con sus oficinas centrales en Port Louis y que ofrece servicios regionales e internacionales. Transporta aproximadamente 850,000 pasajeros a unos 30 destinos. Su base principal es el Aeropuerto Internacional Sir Seewoosagur Ramgoolam en Port Louis, Capital de Mauricio
Air Mauritius declaró el concurso voluntario de acreedores el 22 de abril de 2020 debido al impacto en la aviación de la pandemia de COVID-19.

## Historia
Air Mauritius fue establecida el 14 de junio de 1967 en un principio como agente de manejo. Dio sus primeros pasos como aerolínea en agosto de 1972 con una aeronave Piper PA-31 Navajo de seis asientos, alquilada a Air Madagascar en un vuelo desde Mauricio a Réunion. Las operaciones internacionales empezaron en 1977. 
Durante las décadas de 1970 y 1980, la aerolínea operó Boeing 707 y Boeing 747, en su versión SP (Special Performance o Rendimiento Especial), para sus rutas más largas. Actualmente ha dejado en desuso los 747, en su lugar utiliza el Airbus A340 y Boeing 767 introducidos en 1988. Los ATR 42 introducidos en 1997 y un ATR 72 introducido en 2002 son utilizados para rutas interinsulares y el Airbus A319 para vuelos regionales dentro del Continente africano. Air Mauritius es además una de las pocas aerolíneas en el mundo (Avianca, Aeroflot, British Airways y Air Sahara siendo algunas de ellas) que han combinado el servicio de aeronaves con helicópteros, usando los de la compañía Bell Aircraft Corporation. 
Air Mauritius tiene una importante presencia en los aeropuertos de Europa, África y países del Océano Índico, ofreciendo además una serie de servicios para aerolíneas internacionales en Mauricio.
En 1995 la compañía pasó a formar parte de la bolsa de comercio de Mauricio. Es propiedad de Air Mauritius Holding (51%), accionistas privados (20.54%), la Compañía Estatal de Inversiones (4.72%), el Gobierno de Mauricio (4.53%), Rogers and Company (4.28%), British Airways (3.84%), Air France (2.78%) y Air India (2.56%). Emplea a 2,413 personas.
Air Mauritius lanzó sus servicios al Aeropuerto de Heathrow y Hong Kong en sus nuevos A340-300E en diciembre de 2006. Reemplazará todos los otros A340-313X de la flota durante el transcurso de 2007.
Air Mauritius está aguardando dos Airbus A330-200 para reemplazar al Boeing 767-200(ER) a fines de 2007. Por esa razón a partir de febrero de 2007 ha reducido sus operaciones que utilizan los dos Boeing 767-23B(ER). Air Mauritius está usando sus Airbus A340-300 en estas rutas hasta tanto reciba los dos Airbus A330-200, que serán utilizados para cubrir las rutas a la India, Malasia, Singapur y Perth.

## Destinos
En julio de 2011, la red de rutas de Air Mauritius comprende veintiséis destinos en África, Asia, Europa y Oceanía. Shanghái se convirtió en el destino 26º de la compañía a comienzos de julio de 2011.

### Acuerdos de código compartido
En julio de 2020, Air Mauritius tenía acuerdos de código compartido con las siguientes compañías, que son las actuales operadoras de las actuales rutas:
- Air Austral
- Air France, en la ruta Port Louis–París–Port Louis y en varias rutas europeas salientes de París
- Air India
- Air Madagascar
- Emirates, en la ruta Port Louis–Dubái–Port Louis
- Hong Kong Airlines
- Kenya Airways
- Malaysia Airlines, en algunas rutas salientes de Kuala Lumpur
- Singapore Airlines
- South African Airways, en la ruta Port Louis–Johannesburgo–Port Louis
- Virgin Australia

### Programa de viajero frecuente
El programa de viajeros frecuentes de Air Mauritius se llama Kestrelflyer, que ofrece cuentas Plata y Oro.

## Flota

### Flota Actual
La flota de Air Mauritius consiste en las siguientes aeronaves con una media de edad de 8 años (a abril de 2023):

### Flota Histórica
La aerolínea ha operado previamente las siguientes aeronaves:

## Incidentes y accidentes
De acuerdo con Aviation Safety Network, hasta el día de hoy la aerolínea no ha sufrido ningún accidente o incidente con o sin víctimas mortales.